# المحقاب (أسلم)

تعديل مصدري - تعديل

المحقاب هي إحدى قرى عزلة أسلم الوسط بمديرية أسلم التابعة لمحافظة حجة، بلغ تعداد سكانها 19 نسمة حسب تعداد اليمن لعام 2004.